# Westernstraße

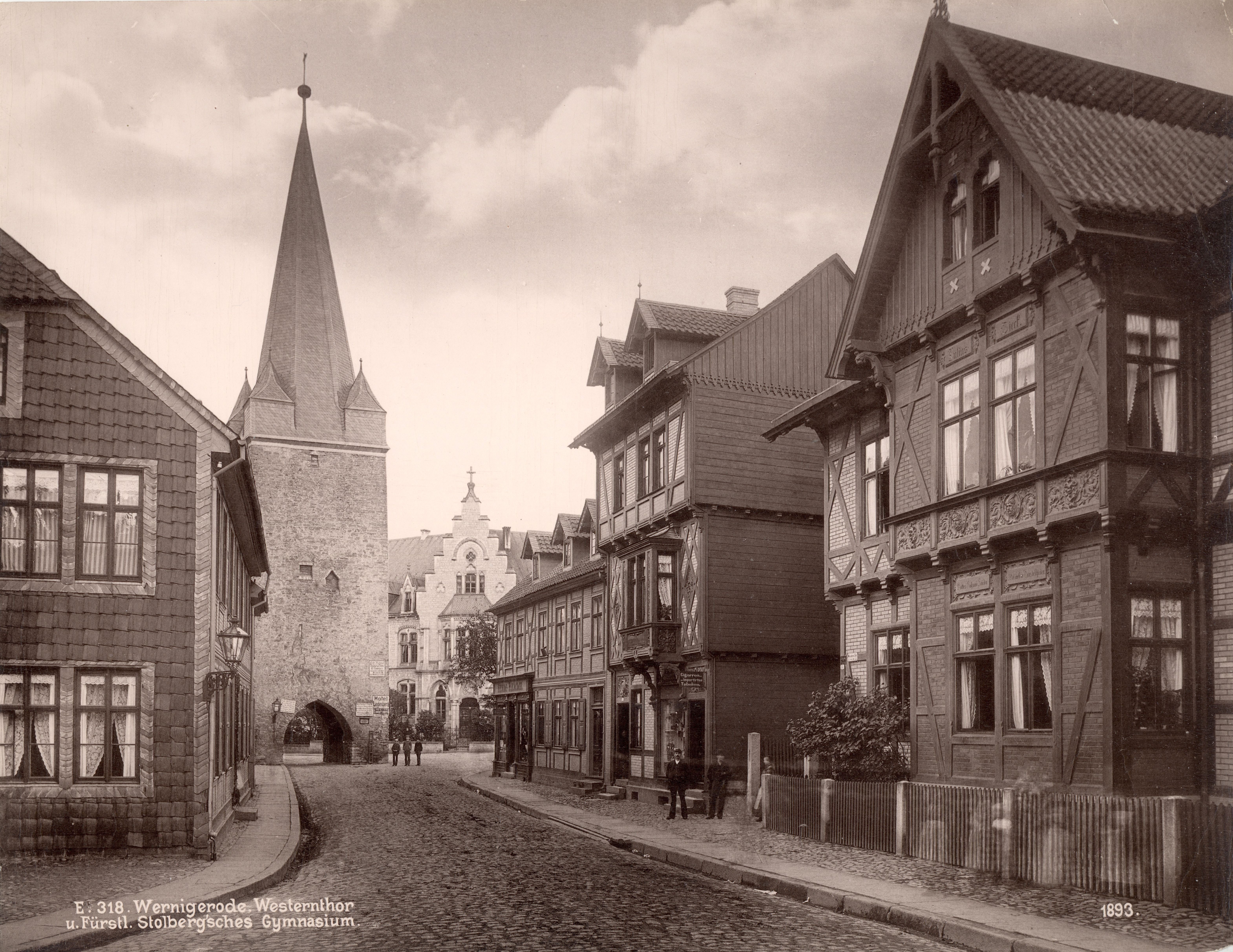
Die Westernstraße mit dem Westerntorturm im Jahre 1893; im Hintergrund das damalige Fürstl. Stolbergsche Gymnasium, heute Gerhart-Hauptmann-Gymnasium

Die Westernstraße ist eine der Hauptgeschäftsstraßen in der Stadt Wernigerode im Landkreis Harz in Sachsen-Anhalt. Sie verläuft in west-östlicher Richtung von der Kreuzung mit der Ilsenburger Straße, über die Brücke der Flutrenne, durch das Westerntor bis zum Marktplatz der Stadt.

## Geschichte
Der Name Westernstraße ist für das 14. Jahrhundert erstmals urkundlich belegt. Die Straße führte von Westen durch das heute noch vorhandene turmgekrönte Westerntor in die Altstadt Wernigerode bis zum Marktplatz, auf dem sich das Rathaus befindet. Die Verlängerung der Westernstraße in östliche Richtung bis zum 1843 abgerissenen Rimbecker Tor bildet die Breite Straße. 
Bis zu Umnummerierung gehörten zu den Häusern Westernstraße 1 bis 35 die Ortslistennummern 15 bis 47.
Im gesamten westlichen Verlauf der Westernstraße, nach der Einmündung der Ringstraße, wird die Westernstraße bis zum Marktplatz als Einkaufsmeile genutzt und ist tagsüber für den öffentlichen Fahrverkehr gesperrt. Neben der Breiten, Burg- und Marktstraße gehört die Westernstraße zu den Hauptgeschäftsstraßen von Wernigerode.
An der Nord- und Südseite der Westernstraße haben sich bis heute zahlreiche denkmalgeschützte Fachwerkhäuser erhalten. Dazu zählen laut Liste der Kulturdenkmale in Wernigerode:
| Lage                      | Bezeichnung | Beschreibung | Erfassungs- nummer | Ausweisungsart | Bild           |
| ------------------------- | ----------- | ------------ | ------------------ | -------------- | -------------- |
| Westernstraße 18 (Karte)  | Wohnhaus    |              | 094 25174          | Baudenkmal     | Wohnhaus       |
| Westernstraße 22 (Karte)  | Wohnhaus    |              | 094 25173          | Baudenkmal     | Wohnhaus       |
| Westernstraße 29 (Karte)  | Schule      |              | 094 98592          | Baudenkmal     | Weitere Bilder |
| Westernstraße 35 (Karte)  | Wohnhaus    |              | 094 03246          | Baudenkmal     | Weitere Bilder |
| Westernstraße 37 (Karte)  | Wohnhaus    | Apotheke     | 094 03247          | Baudenkmal     | Weitere Bilder |
| Westernstraße 38a (Karte) | Wohnhaus    |              | 094 97501          | Baudenkmal     | Wohnhaus       |